# Кзълту (Актобенска област)
Кзълту (на руски: Кзылту, на казахски: Қызылту) е село, разположено в Алгински район, Актобенска област, Казахстан. Населението му през 2009 година е 110 души.

## Население
През 1999 година населението на селото е 133 души (75 мъже и 58 жени). През 2009 година населението му е 110 души (59 мъже и 51 жени).